# Кутлуг-Більге Кюль-каган
Кутлуг-Більге Кюль-каган (д/н — 747) — 1-й каган уйгурів у 744—747 роках. Відомий також як Кутлуг I.

## Життєпис
Походив з одного з провідних родів уйгурів-хуйхоу (хойхоу) Яглакар. Син хана Хушу (ймовірно тотожний Кюль-чору), відомого успішними нападами на танські володіння. Уйгурське ім'я при народженні невідоме (в китайських джерелах відоме як Ібіаобі (逸 标 苾). Згодом отримав титул кутлуг-бойла, який китайці вважали за ім'я, що перетворили на Гулі Пейо. Близько 727 року після загибелі батька у війні з східнотюркським Більге-каганом спадкував владу над кланом Яглакар. До 740 року об'єднав усі уйгурські клани.
742 року підтримав Альп-Більге-кагана, що захопив владу в Другому східнотюркському каганаті. За це Отримав владу над лівими аймаками держави. 743 року завдав декількох поразок тюркському кагану Озмишу, якого зрештою полонив й стратив. 744 року під час остаточного розпаду тюркського каганату завдав поразки Альп-Більге-кагану, що загинув. За цим завдав поразки племенам сеяньто, частина з них сюе (сир) відкочувала на захід, решта була знищена або перетворена на рабів.
744 року переніс ставку до Хара-Балгас на Орхоні. Провів реформи, де зрівняв у правах роди уйгурів (Яглакар, Худуге або Утуркар, Уло або Турламвюр, Могесічі або Бокасикір, Авучаг, Геса або Карсар, Хувасу або Хогорсув, Ягамвюркар, Хіеймвюр) з 6 родами тєле (бугу, хунь, байирку, тонгра, сиге і кібі). Одинадцять підкорених родів басмалів і карлуків опинилися в підкорядкуванні уйгурів.
У зовнішній політиці був прихильником союзу з імперією Тан проти східнотюркського кагана Баймей-хана. Натомість отримав титул Фен'ї-ван і Сюяйжен-каган. Цим було визнано незалежність від тюрок уйгурського володаря. У 745 році Кутлуг-Більге Кюль-каган переміг останнього, якому було відрубано голову, яку було відправлено танському імператору Сюань-цзуну, який надав уйгурському кагану посаду цзо сяовей юаньвай дацзяндзюн (надзвичайного головного генерала лівої звитяжної гвардії)
Наступні 2 роки Уйгурський каганат безперервно розширювалася. Для управління підвладними землями, розділивши їх на ліве (східне) та праве (західне) "крило, над якими поставив шадів — брата Тай-Більге йсина Баянчура відповідно. При цьому офіційним спадкоємцем (ябгу) зробив свого брата.
Для управління цивільними справами внутрішній великий буюрук (на кшталт першого міністра), дипламатією — зовнішній великий буюрук. Контроль над підлеглими територіями та племенами здійсювали тутуки (намісники). Останнім підкорялися ишбари (військові очільники) та тархани (очільники племен та цивільні чиновники). На чолі міст були поставлені «голови».
У 747 році Кутлуг-Більге Кюль-каган помер. Владу захопив його другий син Баянчур-хан.